# Єлизавета Євфимія Вишневецька
Єлизавета Євфимія Вишневецька (пол. Elżbieta Eufemia z Wiśniowieckich; 1569 — 9 листопада 1596) — руська княжна, наймолодша донька Андрія Івановича Вишневецького, воєводи брацлавського й волинського, та Євфимії Євфрозини Вербицької.  

## Життєпис
У віці п'ятнадцяти літ дівчина побралась із литовським магнатом Миколаєм Криштофом Радзивіллом «Сиріткою», чиї маєтності розкинулись неподалік тих, що належали її батькам, і який здавна з ними приятелював. Шлюб відбувся 25 листопада 1584 в Деревні. В посаг Єлизавета, чи то пак Гальшка, принесла 3000 коп грошей; чоловік же натомість записав їй віно розміром 6000 коп грошей на Білій Підляській, а пізніше — додатково села Свержень, Биховщина та Альба. 
Після смерті матері до Вишневецької відійшли головні володіння тої біля Несвіжа: двір та містечко Деревна з фільварками Хотове, Деражне й Острів, двір Потеки в Новогрудському повіті і батьківський маєток Жодішки в Ошмянському повіті з фільварками Абрамовським й Занароцьким; Жодішки невдовзі було продано.                  
Хоча Єлизавета і була вихована кальвіністкою, під впливом чоловіка перейшла у католицтво, про що той повідомляв понтифіку в листі від 25 лютого 1585. Після цього вона переїздить до Несвіжа — маєтку чоловіка. Шлюб був досить вдалим — Єлизавета стала не тільки коханою, але і порадницею Радзивілла.              
Завдяки батьківському спадку вона розгорнула значну меценатську діяльність, підтримуючи будівництво костелів, церков, діяльність шкіл, видання книг. Сформувала у Несвіжі культурницький гурток. Її діяльність була спрямованою на підтримку католицької церкви. За розум і чарівність Єлизавету Радзивілл прозвали «Несвізькою царицею Савською». У 1590—1595 роках у Несвіжі на її власні кошти було споруджено перший у Великому князівстві Литовському монастир бенедиктинок з витонченою брамною вежею. Тут вона була похована разом з двома своїми доньками — Христиною і Катериною (згодом їх прах було перенесено до крипти єзуїтського костелу).
В заповіті призначила бернардинцям 1200 кіп литовських грошів для будівництва костелу та кляштору в Несвіжі. Сприяла будівництву костелу в Деревному.
Померла Єлизавета Евфимія у Білій Підляській чи Несвіжі 9 листопада 1596 року. Була похована в усипальниці костелу єзуїтів Несвіжа 10 грудня 1596.

### Родина
Чоловік — Миколай Кшиштоф Радзивілл (Сирітка) (1549—1616). Діти:
- Микола, помер у дитинстві
- Єлизавета (1585—1618)
- Іван-Юрій (Ян-Юрій) (1588—1625)
- Альберт (Ольбрахт) Владислав (1589—1636)
- Криштоф Микола (1590—1607)
- Сиґізмунд Карл (1591—1642)
- Катерина (1593—1600)
- Христина (1593—1599)
- Олександр Людовик (1594—1654)